# Daniel Robert
Daniel Robert (geb. vor 1978) ist ein Szenenbildner und Artdirector.

## Leben
Robert begann seine Karriere im Filmstab 1978 als Szenenbildner bei Woody Allens Drama Innenleben. Hierfür war er 1979 zusammen mit Mel Bourne für den Oscar in der Kategorie Bestes Szenenbild nominiert, die Auszeichnung ging in diesem Jahr jedoch an den Fantasyfilm Der Himmel soll warten.
An diesen Erfolg konnte er nicht anschließen. Er arbeitete an einem Fernsehfilm als Artdirector und war an einigen weiteren Filmen als Szenenbildner tätig, in späteren Jahren arbeitete er jedoch hauptsächlich beim Bühnenbau und in der Requisite.

## Filmografie (Auswahl)
- 1978: Innenleben (Interiors)
- 1982: The King of Comedy
- 1994: Mrs. Parker und ihr lasterhafter Kreis (Mrs. Parker and the Vicious Circle)
- 1998: Knight of the Apocalypse (The Minion)
- 2001: The Score

## Nominierungen (Auswahl)
- 1979: Oscar-Nominierung in der Kategorie Bestes Szenenbild für Innenleben